# Medetera ussuriana
Medetera ussuriana är en tvåvingeart som beskrevs av Negrobov 1977. Medetera ussuriana ingår i släktet Medetera och familjen styltflugor. Inga underarter finns listade i Catalogue of Life.